# Salvia argentea
Salvia argentea,  también conocida como salvia blanca, es una especie bienal o perenne de corta duración, perteneciente a la familia de las lamiáceas. 

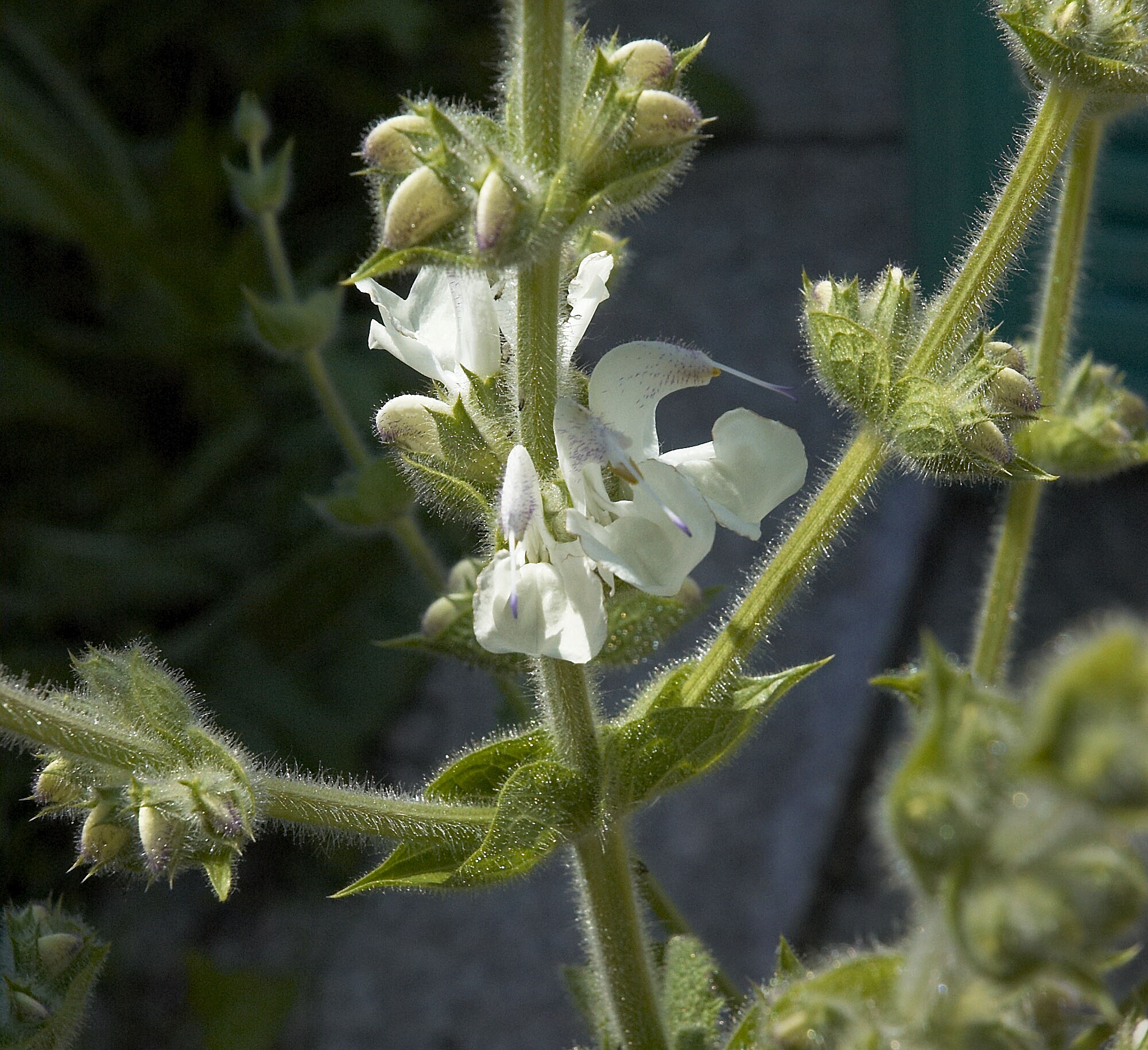
Detalle de las flores

## Descripción
Su hábito de crecimiento es similar a las especies europeas y está relacionada con Salvia sclarea, forma una roseta de hojas basales en su primer año, y produce la floración de tallos de hasta unos 50 cm de altura en su segundo año. Sus hojas tienen un distintivo color blanco plateado (causado por numerosos pelos finos), alcanza cerca de 20 cm  de largo y su punta es redondeada.

## Distribución
Es originaria del Mediterráneo occidental y del norte de África donde se distribuye por Argelia y Marruecos. En España se la encuentra en la Región de Murcia y Andalucía en zonas montañosas. Crece en  matorrales y pastizales en suelos nitrificados.

## Taxonomía
Salvia argentea fue descrita por  Pierre Edmond Boissier y publicado en Elenchus Plantarum Novarum 72. 1838.
Etimología
Ver: Salvia
argentea: epíteto latino que significa "plateado".
Citología
Números cromosomáticos de Salvia argentea  (Fam. Labiatae) y táxones infraespecificos:  
2n=22
Sinonimia
- Salvia latifolia Vahl, Enum. Pl. 1: 271 (1804).
- Salvia mariae Sennen, Diagn. Nouv.: 199 (1936).[8]
- Salvia aurasiaca Pomel, Nouv. Mat. Fl. Atlant. 306 (1875)
- Salvia patula Desf., Fl. Atlant. 1: 25 (1798)
- Salvia tmolea Boiss., Diagn. Pl. Orient. 5: 9 (1844)[7]

## Nombres comunes
- Castellano: hierba del gargajoso, maro negro, maro portugués, oropesa, salvia blanca, salvia blanca peluda, salvia silvestre.[7]